# 悪魔くん (曲)
「悪魔くん」（あくまくん）は、こおろぎ'73、WILD CATSのシングル。

## 概要
- アニメ「悪魔くん」放送開始にあたり発売され、7インチアナログ盤（規格品番：CK-834）、8センチCD（規格品番：CC-8212）、カセットテープ（規格品番：CFK-642）の3形態で出された。また、こおろぎ'73のラスト・シングルである。
- CDシングルのジャケットは主人公の埋れ木真吾の他、メフィスト2世、百目が登場している。
- ボーカル・ショップが歌唱したモノクロドラマ版の主題歌は同名異曲である（原作者の水木しげるが作詞、山下毅雄が作曲）。

## 収録曲
全曲　作詞：森雪之丞　編曲：つのごうじ
1. 悪魔くん
作曲：つのごうじ
歌：こおろぎ'73、WILD CATS
2. 12 FRIENDS
作曲：古田喜昭
歌：Y.F.ZOMBIES COMPANY[1][2]

## カバー
- 悪魔くん
  - D-51が2015年11月18日発売のミニ・カバー・アルバム「Animeno」にてカバー[3]。